# Карагай (Атырауская область)
Карагай (каз. Қарағай) — село в Жылыойском районе Атырауской области Казахстана. Входит в состав Косчагилского сельского округа. Находится примерно в 7 км к северо-востоку от города Кульсары, административного центра района. Код КАТО — 233643300.

## Население
В 1999 году население села составляло 112 человек (59 мужчин и 53 женщины). По данным переписи 2009 года, в селе проживало 226 человек (127 мужчин и 99 женщин).